# Леви Ицхак из Бердичева

Новый мавзолей Леви Ицхака на старом еврейском кладбище в Бердичеве. Фото 2014 года

Леви́ Ицха́к бен Меи́р из Берди́чева (1740 г., Гусаков, Галиция — 1810 г., Бердичев) — один из крупнейших хасидских цадиков конца XVIII — начала XIX столетий, получивший при жизни известность как Бердичевский рабби. Ученик Дов Бера из Межирича, прозванного Великим Магидом, распространитель и прижизненно признанный лидер хасидизма на Волыни, почитаемый как святой. Занимал место раввина в Рычивуле (Польша), Желехуве, Пинске и Бердичеве. Фундаментальный труд Бердичевского рабби «Кдушат Леви» ("Святость Леви") оказав значительное воздействие на хасидскую мысль и еврейскую культуру в целом, и поныне не утратил своей актуальности и принадлежит к числу самых читаемых произведений из классической библиотеки хасидизма.

## Биография
Год рождения — 1740 — приводится предположительно, поскольку точная дата рождения Леви Ицхака достоверно не известна. Происходил из семьи потомственных раввинов. Отец Леви Ицхака, гаон рабби Меир, был раввином города Гусакова, а мать, рабанит Сара-Сося, вела генеалогию от Махарша.
Известия о деятельности святого рабби Шмелка из Никольсбурга, ученике Баал Шем Това, сподвигли Леви Ицхака вопреки желаниям тестя и других родственников жены к знакомству с новым движением хасидизма. Вскоре рабби Шмелка познакомил Леви Ицхака с Магидом (Дов-Бером из Межирича). Леви Ицхак тесно сблизился с Магидом, стал его учеником и «сделался ревностным последователем хасидизма». После смерти учителя поселился в Пинске, где в 1771 году был избран городским раввином. После того как в 1772 году Виленский гаон объявил хасидам херем (отлучение), открылась «ересь» раввина Леви Ицхака, и он был вынужден покинуть Пинск. Однако долгое время ортодоксальные раввины (литваки) не оставляли Леви Ицхака в покое, и, в конце концов, в 1785 году из-за конфликтов с миснагедами он был вынужден переехать в Бердичев, где был городским раввином до конца своих дней и «стал признанным главой волынских хасидов». Впрочем, в Еврейской Энциклопедии Брокгауза и Ефрона Бердичевский рабби определялся как «один из главарей волынских хасидов». По линии матери И. А. Ефрон являлся правнуком Элияху бен Шломо Залмана.
Благодаря своим молитвам, в которых неустанно просил Бога чрезмерно не гневаться на евреев, получил в народе прозвище «санегорам шел Исроэль» (или «санегор шель Исраэль» — заступник Израиля, т. е. еврейского народа). Сохранилась написанная Бердичевским цадиком молитва «Каддиш рабби Леви Ицхака», в которой сам Бог призывается на суд за суровое отношение к евреям. Во всём старался видеть только хорошую сторону, «стремился оправдать даже тех, кто причинял ему зло», предлагая молиться даже за своих врагов. Поддерживал близкие отношения с р. Нахманом из Брацлава. В 1802 году созвал собрание российских раввинов для обсуждения положения евреев. В 1807 году начал призывать жертвовать деньги на русскую армию для борьбы с Наполеоном. Является автором молитвы на идиш в моцаэй шабат (на исходе субботы), читаемой многими ашкеназскими евреями.

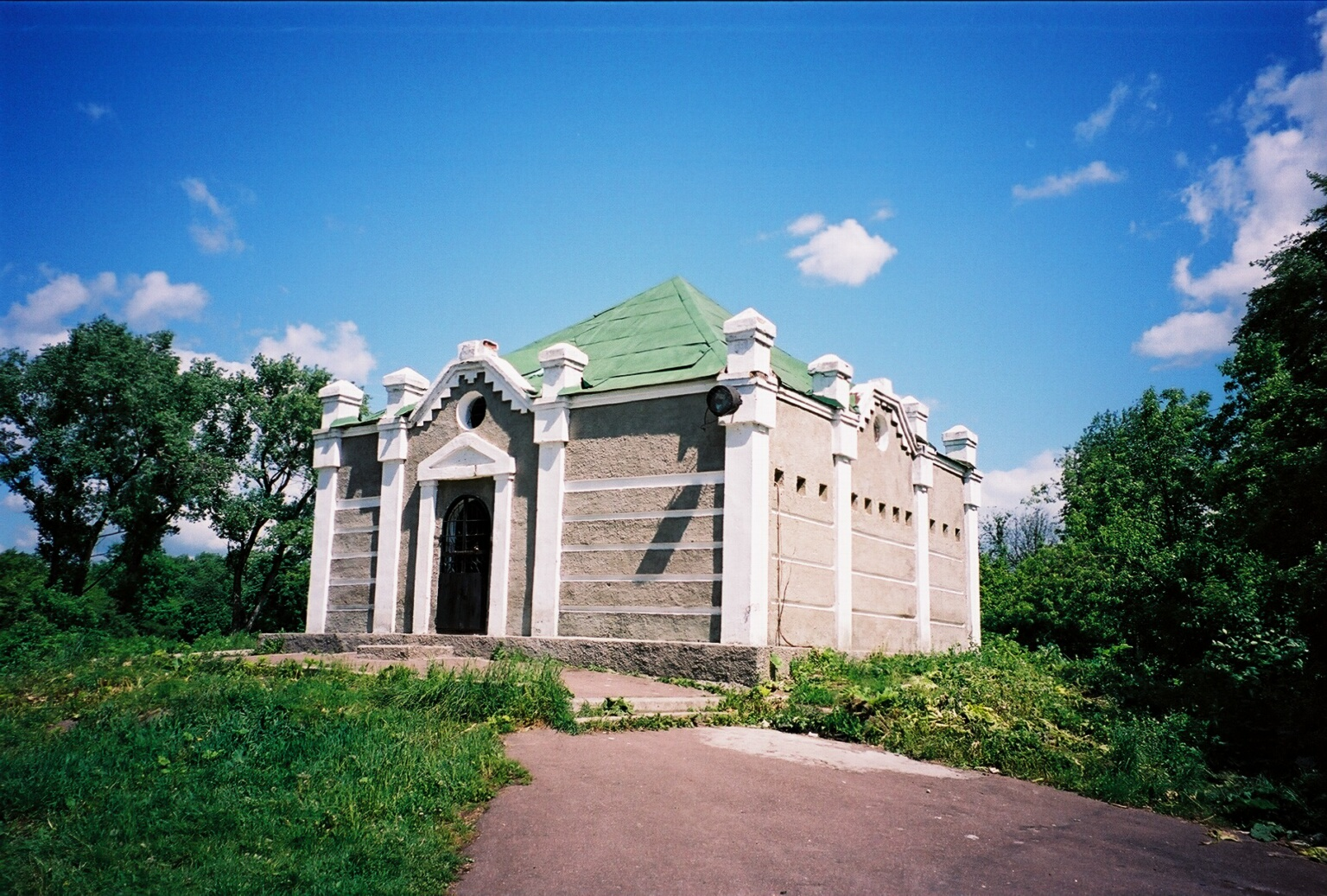
Охель р. Леви Ицхака из Бердичева на старом еврейском кладбище в Бердичеве. Фото 2002 года

Мартин Бубер писал: «Рабби Леви Ицхак, раввин из Бердичева, самый оригинальный из учеников Магида и наиболее близкий из них к простым людям цадик, был полной противоположностью рабби Элимелеха», — и указывал, что Леви Ицхак умер в 1809 году. Рав Александр Кац приводит дату смерти 25 тишрея 5570/1809 года, а Яков Доктор — 25 тишрея 1810 года. После смерти р. Леви Ицхака в Бердичеве больше не было городского раввина: «Община не могла найти никого, кто был бы достоин занять его место».
Усыпальница Бердичевского рабби страдала от актов вандализма. Место погребения святого Леви Ицхака на старом еврейском кладбище в Бердичеве по сей день привлекает паломников-хасидов и посещается евреями из многих стран мира.

## Учение
Из книг Леви Ицхака до наших дней дошла только одна работа — «Кдушат Леви» (первые издания: Славута, 1798; Жолква, 1806). Этот труд содержит положения во многом повторяющие учение рабби Дов-Бера из Межирича. Подобно Беру, он полагает, что общение с Богом достигается молитвенным экстазом, но описание этого экстатического состояния ярче, чем у Бера. 
«Подобно Беру, Леви Ицхак Бердичевский отводит центральное место цадику, тому, кто достиг высшей ступени общения с Богом и „мысленно исчезает в Нём“ [ср. фана]. По ходатайству цадиков предотвращаются предопределённые бедствия, ибо цадик может отменить приговор Бога; цадик не властен только над теми Господними предначертаниями, которые направлены ко благу людей. В такие времена, когда цадиков мало или они по своему несовершенству не в силах отменить приговоры Бога, людям приходится плохо, ибо мир управляется тогда законом, а не милосердием. Цадик не должен, однако, гордиться своим могуществом, ибо он является только каналом, через который изливается благость Божия».
Согласно С. А. Городецкому, система Бердичевского цадика основывалась на характерной для хасидизма идее универсального единства Бога и мира: «Создатель сотворил всё. И Он тоже всё!.. Он целостен и объемлет Вселенную. <…> Бесконечный (Б-г) содержит в себе все миры и все ступени творения. Нет такой вещи на земле, будь то человек, животное или неодушевленный предмет, которая могла бы сказать о себе: „я“, ибо „я“ в ней — это Б-г, а не она… Вся её жизнь, все свойства — это доля Б-жества в ней». Леви Ицхак считал, что Бог не закончил своего творения: «Каждый миг Он творит… Он непрерывно обновляет природу и во всякий миг вливает силы в свои творения, во все миры».
Цитируя Бердичевского рабби, С. А. Городецкий писал, что два атрибута Бога Леви Ицхак называет «двумя модусами: близости и дальности»: «С одной стороны, разум нам подсказывает: Он — Бесконечный, Он — начало всех начал, и ни одна мысль не может Его постигнуть. Здесь Б-г бесконечно далёк от нас. С другой же стороны, верующий должен знать, что Б-г близок к нам, он внутри нас самих. Он наполняет все миры и объемлет все миры, нет места свободного от Него, ибо полон мир славы Его».

## Имя, фамилия и семья
В десятом томе Еврейской Энциклопедии Брокгауза и Ефрона, вышедшем в свет в 1911 году,  Бердичевский рабби значится как Леви Исаак бен-Меир из Бердичева. Согласно Мартину Буберу Бердичевский рабби именовал себя как Леви Ицхак бен Сара. Бубер описал эпизод о получении им «фамилии» Дербаремдикер, которую чиновник по незнанию значения слова на идише воспринял как ответ на вопрос о фамилии цадика и зафиксировал в документах после царского указа об обязательном присвоении фамилий. Несмотря на то, что Рав Александр Кац полное имя цадика представляет как раби Леви-Ицхак бар Меир Дербаремдикер, по мнению редакторов Электронной еврейской энциклопедии, частое обращение к Творцу во время молитвы на идиш дер Баремдикер (милосердный) стало фамилией потомков Леви Ицхака бен Меира согласно преданию. 
- Прямые потомки: Абрам Львович Дербаремдикер, Марк Львович Дербаремдикер и Ян Львович Дербаремдикер.

## Издания на русском языке
- Леви Ицхак из Бердичева. Глазами праведника. Избранные отрывки из книги рабби Леви Ицхака из Бердичева / Ред. Элла Рухама Иоффе; перевод Якова Доктора. — 2008. — 422 с.
- Леви-Ицхак из Бердичева, рабби. Кдушат Леви (Святость Леви) / Под ред. Ури Камишова; перевод Моше Когана, Цви Канторовича. — М.: Книжники. Лехаим, 2015. — Т. 1. — 647 с. — (Библиотека еврейских текстов. Хасидизм). — ISBN 978-5-9953-0339-8.